# Amphipoea conjuncta
Amphipoea conjuncta är en fjärilsart som beskrevs av Arnold Spuler 1906. Amphipoea conjuncta ingår i släktet Amphipoea och familjen nattflyn. Inga underarter finns listade i Catalogue of Life.